# الیزابت پرکینز
الیزابت پرکینز (انگلیسی: Elizabeth Perkins; ۱۸ نوامبر ۱۹۶۰) یک هنرپیشه اهل ایالات متحده آمریکا است. وی از سال ۱۹۸۴ میلادی تاکنون مشغول فعالیت بوده‌است.
از فیلم‌هایی که وی در آن نقش داشته‌است، می‌توان به هاپ، بزرگ، مهتاب و والنتینو، باید سگ‌ها را دوست داشت، رقص قلبهای مهربان، تابستان هندی، تمام چیزی که می‌خواهم، آن زن گفت، آن مرد گفت و دربارهٔ شب قبل اشاره کرد.
در سال ۲۰۱۷، پرکینز در جریان تجمع علیه آزار و اذیت جنسی در لس آنجلس، تابلویی را که حاوی نام بازیگر جیمز وودز بود را حمل می‌کرد که در زیر آن عبارت #MeToo (جنبش من هم) نوشته شده‌بود.